# ITF Saragossa
Das ITF Saragossa ist ein Tennisturnier der ITF Women’s World Tennis Tour, das in Saragossa ausgetragen wird.
Offizielle Namen der Turniere bis heute:
- 2023–: Zaragoza Open

## Siegerliste

### Einzel
| Jahr | Kategorie | Siegerin         | Finalgegnerin          | Ergebnis      |
| ---- | --------- | ---------------- | ---------------------- | ------------- |
| 2023 | W80       | Wiktorija Tomowa | Tereza Martincová      | 4:6, 6:2, 6:3 |
| 2024 | W100      | Moyuka Uchijima  | Jessica Bouzas Maneiro | 6:1, 6:2      |

### Doppel
| Jahr | Kategorie | Siegerinnen                      | Finalgegnerinnen                     | Ergebnis         |
| ---- | --------- | -------------------------------- | ------------------------------------ | ---------------- |
| 2023 | W80       | Diane Parry Arantxa Rus          | Asia Muhammad Eden Silva             | 6:1, 4:6, [10:5] |
| 2024 | W100      | Miriam Kolodziejová Anna Sisková | Angelica Moratelli Camilla Rosatello | 6:2, 6:3         |

## Quelle
- ITF Homepage